# Stenstorps station
Stenstorps station i Stenstorp är en järnvägsstation i Falköpings kommun. Stationen byggdes från början för Västra stambanan som öppnades för trafik till stationen 1859, stambanan i sin helhet invigdes den 3 november 1862. På 1870-talet fick stationen funktionen av en järnvägsknut då både Hjo–Stenstorps Järnväg och Lidköping–Skara–Stenstorps Järnväg anslöt sina smalspåriga järnvägslinjer till stationen.  Idag saknar stationen stationshus men är en hållplats för Västtågen.

## Historik
Stenstorps station byggdes Västra stambanan och öppnade när trafiken inleddes på sträckan Falköping till Töreboda 1859. När Hjo–Stenstorps Järnväg (HSJ) öppnade sin smalspåriga linje Hjo–Stenstorp 13 november 1873 började ett kraftigt uppsving för stationen och orten var invånarantal ökade. Ett nytt stationshus uppfördes 1873 för att kunna betjäna den ökande trafiken. Den 19 november 1874 öppnade Lidköping–Skara–Stenstorps Järnväg (LSSJ) sin smalspåriga linje Lidköping–Stenstorp, därmed fick HSJ förbindelse med de övriga smalspåriga järnvägar med spårvidden 891 mm som kom att byggas i Västergötland. 1874 begärde HSJ att SJ skulle upplåta mark vid stationen för ett järnvägshotell, efter ett bifall så öppnade hotellet 1876. Stationens bangård byggdes ut i flera omgångar för att hantera den ökande trafiken och behovet av omlastning mellan smalspår och normalspår. I början av 1900-talet fanns det fem normalspår för stambanan och fem smalspår för HSJ och LSSJ. En vändskiva och ett lokstall för två lok uppfördes vid stationen av LSSJ. Då stationshuset låg på den västra sidan av bangården vid stambanan och de smalspåriga spåren låg på östra sidan blev den mycket gångtrafik över spåren. Detta ledde till att en träbro uppfördes över bangården 1919, bron var illa omtyckt med sina höga trappor och den revs 1949.  Från 1916 köptes LSSJ upp av Västergötland–Göteborgs Järnvägar (VGJ) som övertog trafiken på linjen mot Lidköping. 1948 förstatligades både HSJ och VGJ. Den 28 maj 1961 upphörde all trafik på sträckan Axvall–Stenstorp och spåren revs upp 1962. På linjen mot Hjo upphörde persontrafiken 1961 och godstrafiken upphörde den 1 september 1967 rälsen revs under 1968. 
Järnvägsstationen hade lagts ned på 1980-talet, men återöppnades, efter rivning av det äldre stationshuset, i samband med satsningen på vad som då kallades Vättertåg på hösten 1995.